# البلدة القديمة (فيلنيوس)
البلدة القديمة في فيلنيوس (بالليتوانية: Vilniaus senamiestis، بالبولندية: Stare Miasto w Wilnie، بالبيلاروسية: Стары горад Вільні، بالروسية: Старый город в Вильнe) هي إحدى أقدم البلدات القروسطية الباقية في أوروبا الشمالية حيث تبلغ مساحتها 3.59 كيلزمتر مربع (887 أكر). تتألف من أربع وسبعين حياً وبها سبعون شارعاً وممراً ويبلغ عدد مبانيها 1487 مبنىً ومساحة أرضيتها الكلية 1,497,000 متر مربع، وهي أقدم أحياء العاصمة الليتوانية فيلنيوس، فقد تطورت على مرِّ قرونٍ عدة وتغيرت بتغير التأثيرات الثقافية المتلاحقة وأحوال المدينة عبر التاريخ. ويظهر فيها اندماج أبرز الأنماط المعمارية الأوروبية من عمارة قوطية وباروكية ونهضوية وكلاسيكية جديدة شامخةً جميعها جنباً إلى جنب لتُكَمِّلَ بعضها البعض. ما زالت العديد من مباني البلدة القديمة العائدة للفترة من بين القرنين الرابع عشر والتاسع عشر موجودة ومحفوظة كما هي حتى الوقت الحاضر. يغلب النمط الباروكي كأكثر نمط معماري سائد في البلدة القديمة؛ حيث شُيدت معظم دور العبادة من كنائس وأديرة خلال الحقبة الباروكية. كانت مدينة فيلنيوس هي المركز الإداري والسياسي لدوقية ليتوانيا الكبرى وفرضت تأثيراً كبيراً على التطور الثقافي والمعماري لمنطقة أوروبا الشرقية.
يعد شارع بيليس الشريان النابض للبلدة القديمة حيث تكثر فيه المقاهي والأسواق التجارية. ويقع جزء من الشارع الرئيسي للمدينة (جادة غيديميناس) في البلدة القديمة. الساحتان المركزيتان في البلدة القديمة هما ساحة الكاتدرائية وساحة قاعة البلدة.
تعد مجمع أبنية جامعة فيلنيوس إحدى أكثر المعالم المتقنة عمرانياً وتحتل جزءاً كبيراً من البلدة القديمة وتضم ثلاثة عشر فناء. واختيرت لتمثل ليتوانيا في حديقة ميني أوروبا المصغرة ببروكسل.
أدرِجت البلدة القديمة عام 1994 على قائمة مواقع التراث العالمي لليونسكو (رقم 541) اعترافاً بقيمتها وأصالتها الحضارية. يحمل تعريف مصطلح «مركز تاريخي» بحد ذاته معنىً أوسع من البلدة القديمة والمحاطة بجدران دفاعية. فهي تحتضن الضواحي التاريخية القديمة للعاصمة مثل أوجوبيس والتي كانت تاريخياً تقع خارج حدود المدينة. أما الآن فتعد أوجوبيس جزءاً من البلدة القديمة.

## معرض

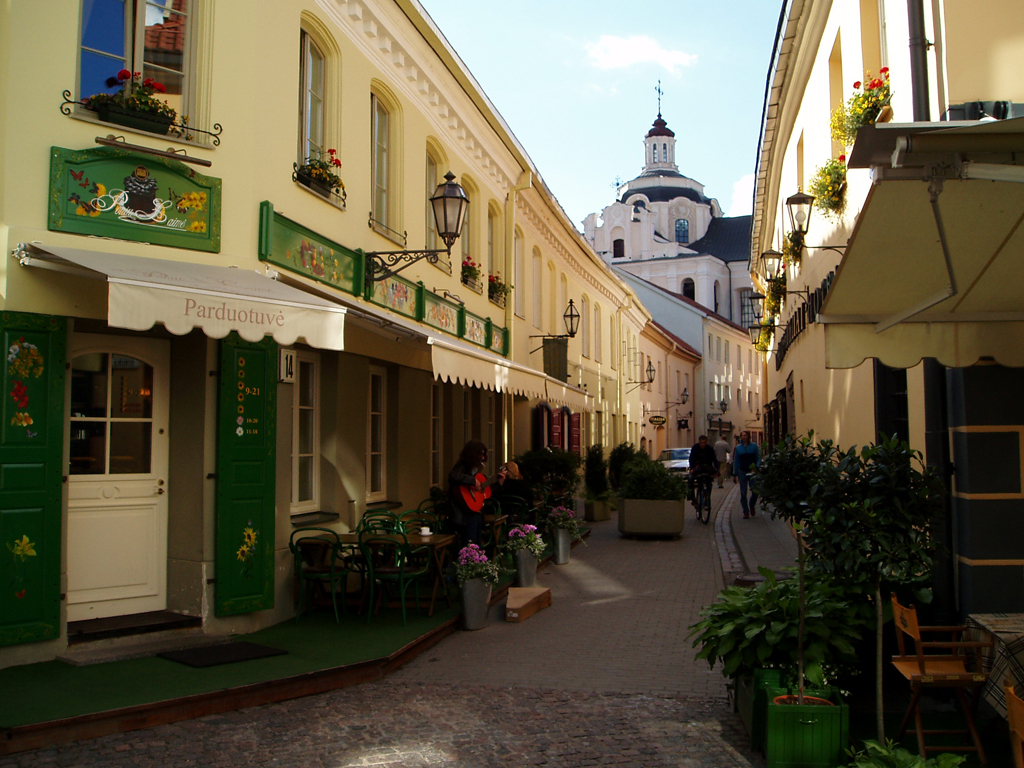
مركز المدينة القديمة
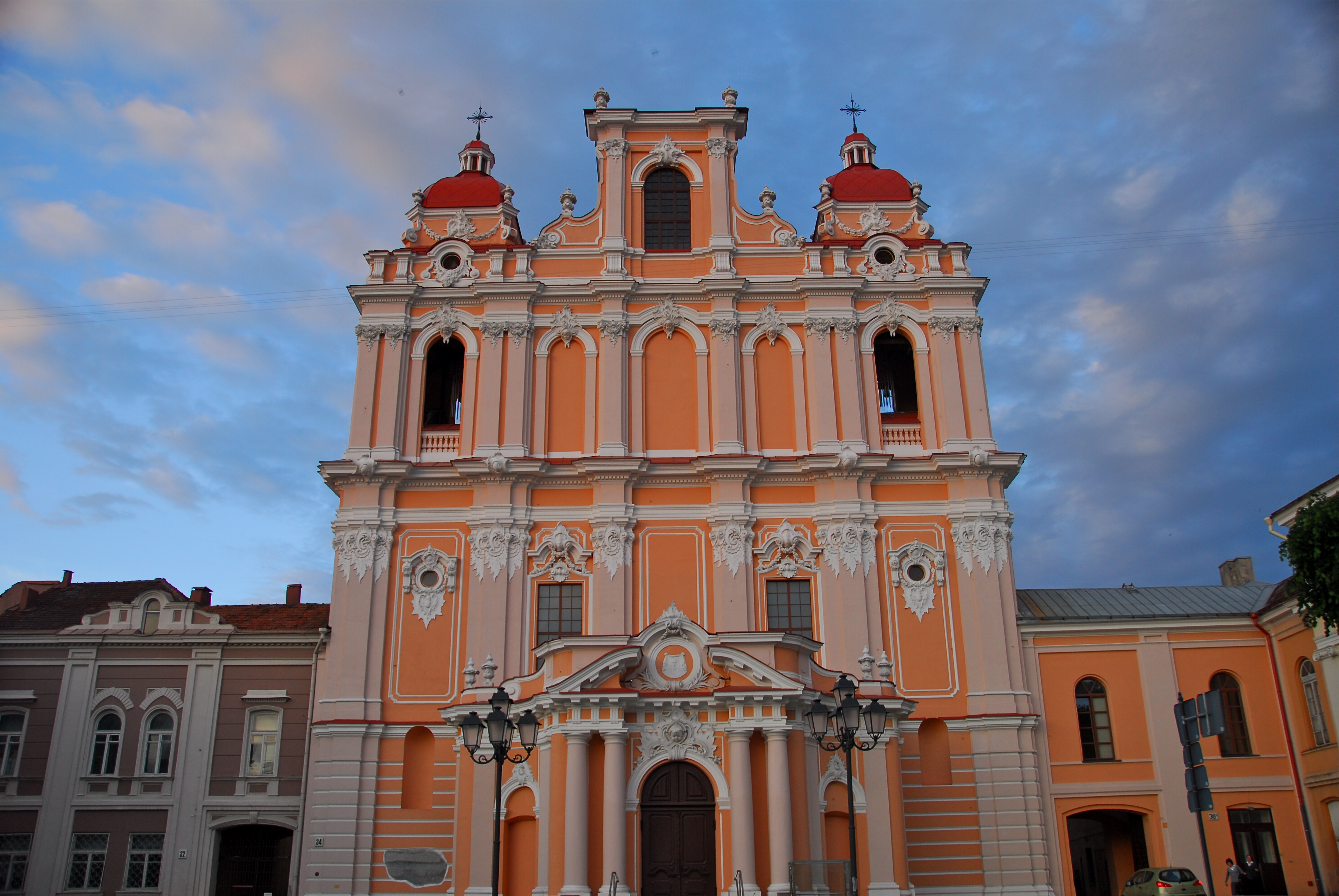
كنسية في المدينة القديمة
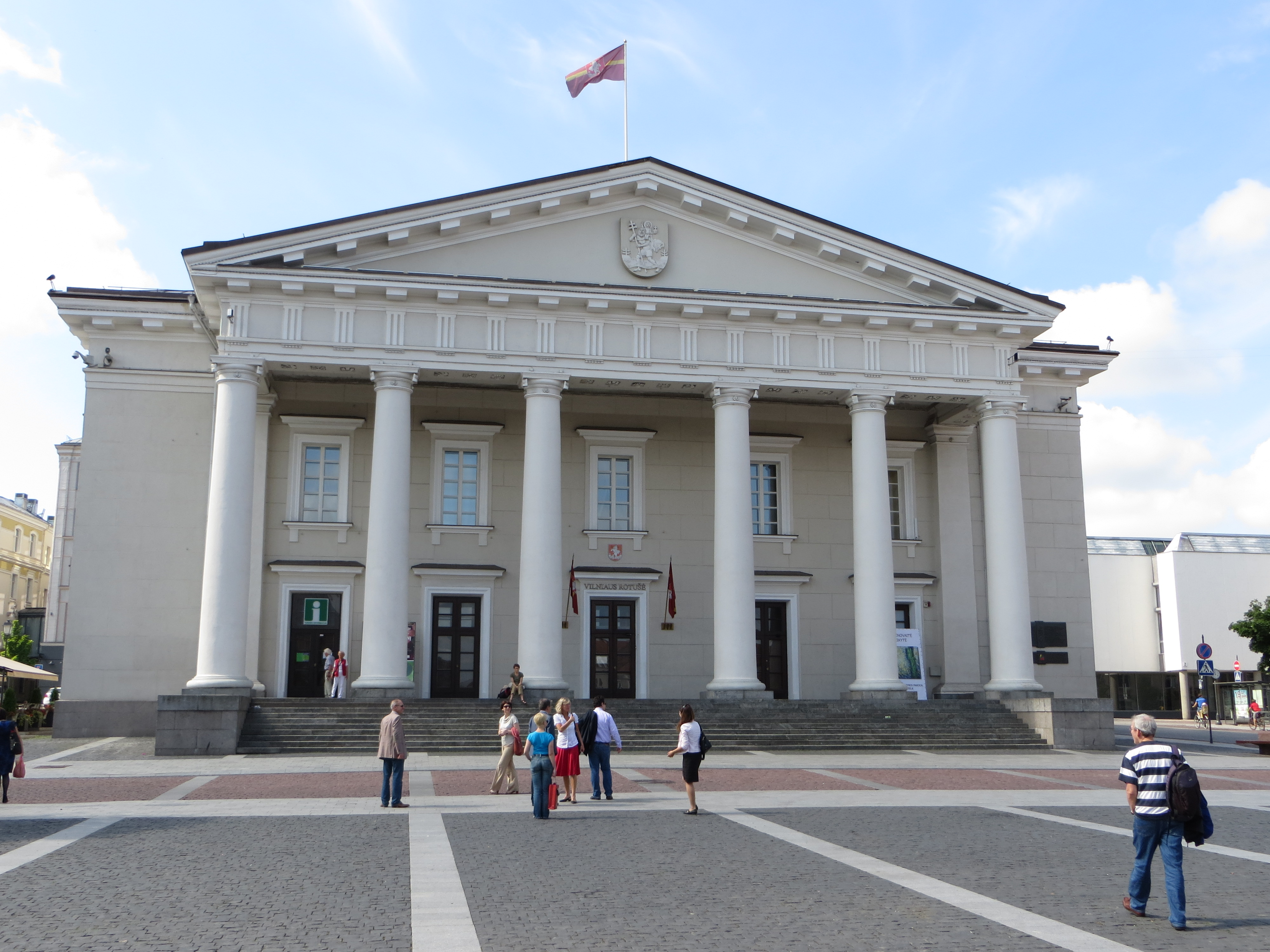
بهو المدينة
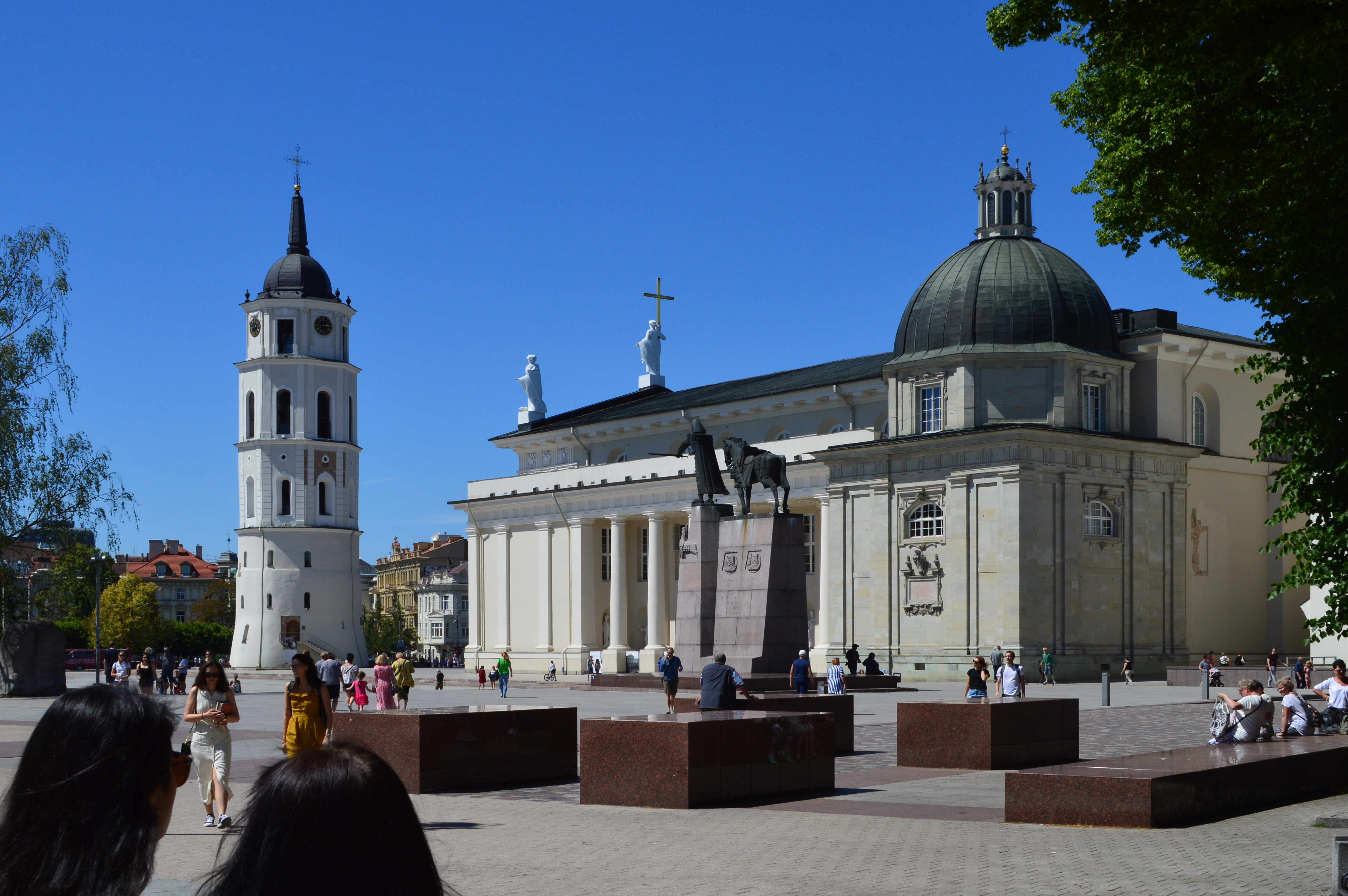
معلم أثري في المدينة
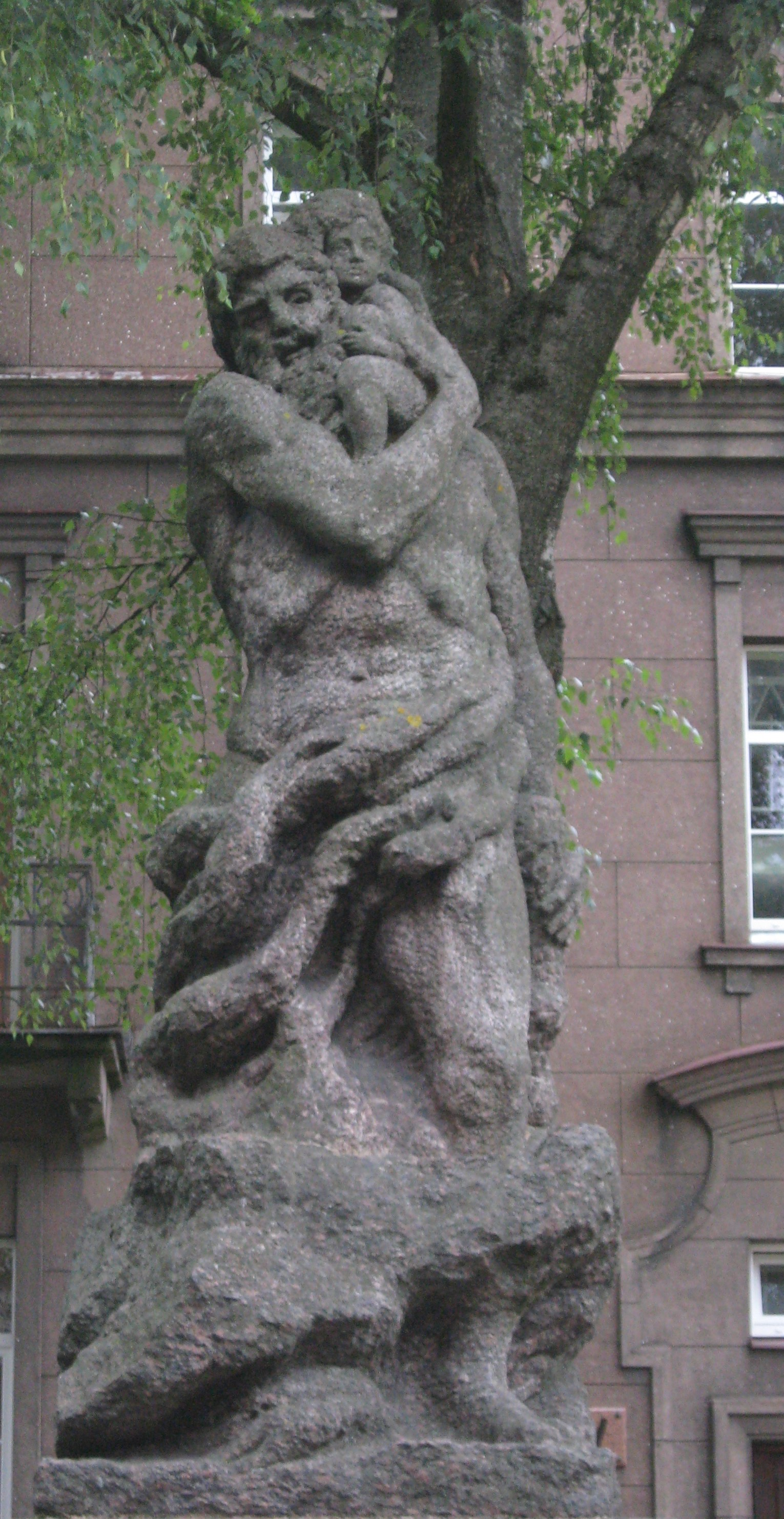
تمثال في المدينة

## معالم
يوجد في البلدة القديمة آثار ومعالم تاريخية أكثر من أي منطقة أخرى في فيلنيوس ومنها:
- القصر الرئاسي
- قصر سلوشكو
- قصر رادجفي
- قصر تيزنهاوس

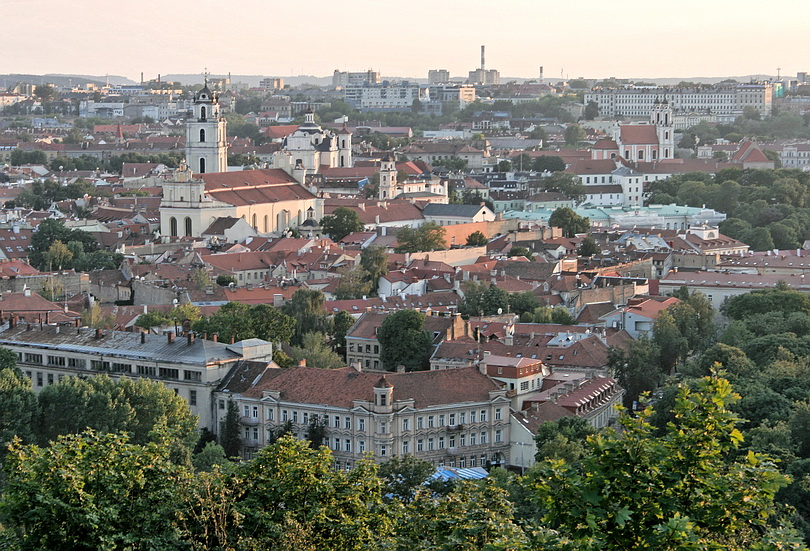
مشهد عام للبلدة القديمة

- مجمع قلعة فيلنيوس مع برج غيديميناس وقصر دوقات ليتوانيا العظام

### معالم دينية
- كنيسة القديسة حنة
- كاتدرائية فيلنيوس في ساحة الكاتدرائية
- كنيسة القديس نقولا
- كنيسة جميع القديسين
- بوابة الفجر
- الصلبان الثلاثة
- كاتدرائية ثيوتوكوس

### معالم أخرى
- دار الموقعون
- متحف ليتوانيا الوطني
- مسرح الدراما الوطني الليتواني
- بقايا جدار فيلنيوس
- كنيسة الروح القدس الدومينيكانية

## وصلات خارجية
- البلدة القديمة في فيلنيوس على طوابع بريدية (بالإنجليزية)
- البلدة القديمة في فيلنيوس - السفر إلى ليتوانيا (بالإنجليزية)